# Kościół Matki Boskiej Bolesnej w Nysie
Kościół pod wezwaniem Matki Boskiej Bolesnej w Nysie – świątynia rzymskokatolicka wchodząca w skład zespołu klasztornego werbistów, obecnie kościół parafialny.

## Historia
Potrzeba budowy kościoła przy istniejącym w tym miejscu zespole klasztorno-szkolnym powstała w 1900 roku, gdy podjęto decyzję o powstaniu tu seminarium duchownego. Na przeszkodzie tym zamiarom stanęły jednak władze pruskie, które nie zatwierdziły pierwotnego projektu olbrzymiej, dwupoziomowej świątyni z 1000 miejsc siedzących. Po kilku latach starań o zezwolenie na budowę powstał więc kościół mniejszy, niż początkowo zakładano, mogący pomieścić tylko 500 osób.
W szkole misjonarzy kształciło się wówczas 250 uczniów pochodzących głównie ze Śląska, natomiast w Domu św. Krzyża przebywało 20 kapłanów i 75 braci.
Budowniczym kościoła został Hermann Fischer, którego sprowadzono do Nysy w charakterze nauczyciela, architekta i kierownika robót. Dyplomowany budowniczy Johannes Beckert, którego dziełem były zabudowania klasztorne powstałe do 1900 r., został oddelegowany do pracy w Techny w Stanach Zjednoczonych.
Budowa przebiegała bardzo szybko. Kamień węgielny wmurowano 23 kwietnia 1906 roku i już po kilku miesiącach, późną jesienią, kościół ukończony został w stanie surowym.
Kościół poświęcono 4 listopada 1907 r., natomiast uroczysta konsekracja, dokonana przez kardynała Adolfa Bertrama z Wrocławia odbyła się dopiero 28 września 1924 r.
W roku 1941 świątynia ta stała się kościołem głównym nowo utworzonej kuracji Św. Krzyża, wydzielonej z parafii św. Jana, a w 1979 roku poszerzonej jeszcze o 13 ulic z parafii św. Jakuba.

## Architektura
Monumentalny kościół zbudowany w stylu neogotyckim. Po obu stronach ołtarza głównego znajdują się oratoria.
Najcenniejszymi zabytkami w kościele są bogato zdobiona monstrancja z XIX wieku, unikalna obudowa drewniana całego chóru, ławki w tylnej części kościoła, misternie wyrzeźbiona w drewnie dębowym ambona, a także organy oraz witraże.
Ołtarz główny, kościół oraz zabudowania klasztorne wykonane zostały przy zastosowaniu symboliki liczby 3, co wyrażać miało kult Trójcy Przenajświętszej, zgodnie z duchowością werbistów.